# Andrej Kolkutin
Andrej Kolkutin (ryska: Андрей Колкутин), född 1957 i Smoljaninovo i Primorje kraj i nuvarande Ryssland, är en sovjetisk/rysk konstnär. 
Andrej Kolkutin utbildade sig på Repin Konstakademi i Sankt Petersburg, där han fick examen 1982. Han gör mest oljemålningar på duk och grafiska verk, men har också gjort bemålade skulpturer i trä. Kolkutin är uppväxt i Sovjetunionen och döptes först som vuxen mot slutet av den kommunistiska eran. 

## Stil
Kolkutin arbetar med motiv som enkla människor från rysk landsbygd och från bibeln. Suprematistiska [förklaring behövs] element kombineras med figurativa element och traditioner från den ryska ikonkonsten. Skeva byggnader och spelkort utgör ramen omkring motiven. 
I de ryska ikonerna har Kolkutin funnit inspiration till en speciell färgklang, som han skapar genom att först bemåla duken med en eller många neutrala grundmålningar. [källa behövs] Färgerna som målas ovanpå blir ofta lätta och närmast genomskinliga.
Kolkutins konst hör till den del av den postsovjetiska konsten, som har kallats "överlevnadens konst"[källa behövs]. Han använder sig av stilarter från tidigare epoker i rysk konsthistoria till att ingå i en dialog med den postmoderna tidens stilarter. Hans intresse för medeltiden är orsak till att spelkort ofta förekommer på motiven.[källa behövs]
Han visar däremot föga intresse för den konsthistoriska perioden med mimesis, där man försökte framställa verkligheten på duken. Kolkutins verk karakteriseras av deras enkla uppriktighet och en motvilja mot alt som är falskt. [källa behövs]

## Representation i urval
- Tretjakovgalleriet, Moskva
- The State Museum of Kabardino-Balkaria
- Volgograd Picture Gallery
- The Museum Exhibition Center Olympus, Moskva
- Kastrup gård, Köpenhamn
- Museet for Religiøs Kunst, Lemvig, Danmark